# Tricimba monosticha
Tricimba monosticha är en tvåvingeart som beskrevs av Ismay 1993. Tricimba monosticha ingår i släktet Tricimba och familjen fritflugor. Inga underarter finns listade i Catalogue of Life.